# Löfvenskjöld
Ej att förväxla med den dansk-norska släkten Løvenskiold
Löfvenskjöld var en svensk adelsätt varav en gren upphöjdes till friherre. Adelsätten är sedan 1892 utslocknad på svärdssidan.
Ättens namn skrevs också Löwensköld samt med flera varianter.

## Historik
Ättens äldste belagde stamfader var Simon Andersson, född 1588 i Västerås. Enligt äldre genealogier skulle han ha varit brorson till riksdagsmannen och borgmästaren Erik Simonsson, men någon Anders Simonsson, som fadern skulle ha hetat, har inte kunnat beläggas. Modern skulle enligt obekräftade uppgifter ha varit syster till fogden Anders Nilsson på Gripsholms slott som skulle ha blivit adlad av hertig Karl.
Simon Andersson var först verksam i Småland, och därefter anställd vid hovet, så småningom som kammererare, varefter han blev landbokhållare i Östergötland. Hans hustru var Elin Eriksdotter Walleria, dotter till kyrkoherden Ericus Haquini Wallerius i Högby på Öland. Deras barn upptog namnet Löfgren (även andra stavningar förekommer). Äldste sonen Ericus Simoni blev kontraktsprost. En annan son var Simon Simonsson Löfgréen som hade en dotter, gift Boëthius, vars barn också upptog namnet Löfgren, och två söner, Eric Löfgreen som blev domprost och Carl Löfgréen som blev borgmästare och häradshövding.
Simon Anderssons mellerste son, Petrus Simonius Löfgren (1627-1691) var lektor i Linköping och sedan domprost. Till hustru hade han Apollonia Danckwardt, syster till de båda ur den släkten som adlades med namnet. Deras tredje son, Anders Löfgréen, var landskammererare och gift med en ur släkten Scheibe dock ofrälse. De senare hade en son vid namn Henrik som blev diplomat och som år 1743 adlades med namnet Löwenskjöld. Ätten introducerades på nummer 1892. Med sin hustru Ulrica Wong fick han flera barn med ätten slocknade med yngste sonen Henric Adolph år 1767.
Den adlade Henrik Löwenskjöld hade två kusiner, Alexander och Samuel Löfgren, vilka år 1756 adlades och adopterades på namnet Löfvenskjöld och dess nummer. Deras far Gabriel Löfgren var borgmästare i Helsingborg och härdshövding, och gift med Sara Westersköld vars mor tillhörde släkten Petré. Alexander Löfgren, sedan Löfvenskjöld, var landssekreterare i Skaraborgs län och häradshövding och gift med Elisabeth Linnerhielm. De fick bara ett barn, sonen Olof Gabriel som var postmästare och avled ogift. Samuel Löfgren, sedan Löwenskjöld, var amiralitetsöverkommissarie och ägde Nissafors järnbruk och ett flertal säterier varav Nissafors och Snälleröd blev fideikommiss. Hans hustru var friherrinnan Raab.
Sistnämnda makar hade flera söner. Äldste sonen Salomon Löfvenskjöld blev 1810 upphöjd till friherre enligt 1809 års regeringsform men avled barnlös. Han instiftade en fond för släkterna Löfvenskjöld, Coijet och Lejonhufvud. En annan son, Carl Fredrik, var gift med friherrinnan Åkerhielm af Blombacka, vilkas ene son var Charles Emil Löfvenskiöld och den yngste sonen, Salomon Fredrik, slöt ätten på svärdssidan år 1892.
Den norska släkten med namnet Løvenskiold saknar genealogiskt samband med den ovan redovisade svenska.

## I populärkulturen
Släktnamnet är också bekant genom Selma Lagerlöfs författarskap. Hon kallade sin roman Löwensköldska ringen först Löwenborgska ringen, men korrekturläsarna ändrade släktens namn.

## Personer med namnet Löfvenskiöld
- Charles Emil Löfvenskiöld (1810–1888), lantbruksarkitekt
- Hedvig Löfwenskiöld (1736–1789), poet
- Henrik Anders Löfvenskiöld (1699–1765), ämbetsman och latinsk skald
- Salomon Löfvenskiöld (1764–1850), officer och ämbetsman